# Allohelea jianfengensis
Allohelea jianfengensis är en tvåvingeart som beskrevs av Liu och Yu 1996. Allohelea jianfengensis ingår i släktet Allohelea och familjen svidknott. Inga underarter finns listade i Catalogue of Life.